# Ettore Mattia
Ettore Mattia (Potenza, 30 maggio 1910 – Roma, 10 ottobre 1982) è stato un attore italiano.

## Biografia
Esordisce nel 1948 recitando nel film Proibito rubare di Luigi Comencini. Tra i suoi migliori film si ricorda soprattutto La pecora nera, che gli varrà il Nastro d'argento al migliore attore non protagonista, premio che gli fu assegnato nel 1969.

## Filmografia

### Attore
- I fratelli Karamazoff, regia di Giacomo Gentilomo (1947)
- Proibito rubare, regia di Luigi Comencini (1948)
- Ho scelto l'amore, regia di Mario Zampi (1952)
- Il cappotto, regia di Alberto Lattuada (1952)
- La ciociara, regia di Vittorio De Sica (1960)
- Il magnifico cornuto, regia di Antonio Pietrangeli (1964)
- La Celestina P... R..., regia di Carlo Lizzani (1965)
- Don Giovanni in Sicilia, regia di Alberto Lattuada (1967)
- La pecora nera, regia di Luciano Salce (1968)
- Basta guardarla, regia di Luciano Salce (1970)
- La tarantola dal ventre nero, regia di Paolo Cavara (1971)
- In nome del popolo italiano, regia di Dino Risi (1971)
- Tedeum, regia Enzo G. Castellari (1972)
- Anche se volessi lavorare, che faccio?, regia di Flavio Mogherini (1972)
- Permettete signora che ami vostra figlia?, regia di Gian Luigi Polidoro (1974)
- L'affittacamere, regia di Mariano Laurenti (1976)
- Per amore di Cesarina, regia di Vittorio Sindoni (1976)
- Prima notte di nozze, regia di Corrado Prisco (1976)
- John Travolto... da un insolito destino, regia di Neri Parenti (1979)
- La cicala, regia di Alberto Lattuada (1980)
- Monsignore, regia di Frank Perry (1982)

### Sceneggiatore
- Inghilterra nuda, regia di Vittorio De Sisti (1969)

## Riconoscimenti
- Nastro d'argento
  - 1969 – Migliore attore non protagonista per La pecora nera[1]